# Венето
Венето (итал. Veneto) је једна од 20 регија Италије. Налази се у сјевероисточном дијелу земље. Главни град је Венеција, а познати градови су и Верона, Падова и Виченца.
Венето спада у највеће и најразвијеније италијанске покрајине. Такође, Венето са светски значајном Венецијом је једна од туристички најпосећенијих области света са преко 60 милиона туриста годишње.

## Положај
Венето је североисточна покрајина Италије са кратком државном границом ка Аустрији на северу. На истоку покрајина Венето излази на Јадранско море. Са осталих страна налазе се друге италијанске покрајине:
- североисток - Фурланија-Јулијска крајина
- југ - Емилија-Ромања
- запад - Ломбардија
- северозапад - Трентино-Јужни Тирол

## Природне одлике
Површина покрајине је 18.391 km² и по овоме је Венето једна од најпространијих италијанских покрајина.

### Рељеф
У оквиру Венета разликује се неколико природних целина у правцу југ - север. Јужни део је равничарско подручје уз северну обалу Јадранског мора и реку По. То је источни део Падске низије. Овај део заузима око 2/3 површине покрајине и ту се гаје жита и поврће. Целина Доломита редња целина је састављена од брда и нижих планина Венецијалних Предалпа са виноградима и воћњацима. Северни део је изразито планински у оквиру система Алпа са неколико насељенијих долина. То је сточарско подручје, једино су у долинама су развијене остале врсте пољопривреде.

### Клима
Клима у покрајини Венето је измењено средоземна клима са значајних утицајем са континенталног Севера. Стога су зиме оштрије, а лета блажа него у другим деловима Италије. Овај судар клима очитава се и у веома јаким ветровима. У вишим крајевима клима је више континентална, а на планинама влада планинска клима.

### Воде
Источна граница покрајине је северна обала Јадранског мора, која је овде доста мочварна и тешко приступачна (Венецијанска лагуна). Највећа река у покрајини је По, која је истовремено и јужна граница покрајине. На крајњем југоистоку налази се пространа делта Поа. Остале главне реке су меридијанског правца и теку са Алпа ка Јадранском мору. Најважније су Адиђе, Брента, Пјава, Таљаменто. Реке имају значајан пад и нове велике наплавине у доњи део свог слива. У Венету се налази и низ језера, махом малих. Једино веће је језеро Гарда, чија источна обала припада Венету.

## Управна подела
Венето је подељен у 7 округа, одн. провинција са истоименим градовима као управним средиштима:
- Белуно
- Венеција
- Верона
- Вићенца
- Падова
- Ровиго
- Тревизо

## Историја
- За старију историју погледати: Млетачка република

### Италијанско раздобље
Године 1866. дошло је до припајања Венеције и области средишње Млетачке републике новооснованој Италији. Одмах је основана покрајина Венето. Међутим, нова владавина није оживела привреду. Чак су чињени и негативни потези попут досељавања становништва из других крајева и спречавања коришћења Венецијанског наречја. Због тога је прва половина 20. века била раздобље масовног исељавања у иностранство. Додатно оптерећење била ду два светска рата, која су оставила трага и каснијих деценија.
Овакво стање трајало је до 70их година прошлог века, када је држава дала већу слободу покрајинама у одређивању унутрашње политике. Власти Венета су ово веома добро искористиле, уздигле месну привреду и претвориле Венето од исељеничког у досељеничко подручје Италије. Данас је Венето једна од најразвијенијих покрајина у држави.

## Становништво
Данас Венето има преко 5 милиона становника и једна је од најмногољуднијих покрајина Италије. До пре пар деценија тај број чак био у паду или стагнирао, али је са наглим развојем покрајине последњих деценија скочио са око 20%.
Густина насељености је око 270 ст./км², што је више од државног просека (200 ст./км²). Равничарски део покрајине је знатно гушће насељен него северно, алпско подручје. Посебно је густо насељена „економска кичма“ покрајине, линија Верона - Вићенца - Падова - Венеција.
Етничка слика покрајине има низ посебности. Тако у покрајини доминира италијанско становништво, али са венецијанским наречјем, знатно другачијим од стандардног италијанског језика. По некима је то и потпуно засебан језик. Утицај наглог развоја покрајине огледа се и у великом уделу становништва са привременим боравком (8,3%).

## Галерија
Фотографије градова покрајине
- Венеција
- Верона
- Падова
- Вићенца
- Тревизо
- Ровиго
- Белуно
- Кјођа